# Gorenja Pirošica
Gorenja Pirošica je naselje v Občini Brežice. Po pričanju domačinov naj bi naselje dobilo ime po domačinki Rožici, ki je šla pit vodo in so jo prestregli Turki. Eden izmed njih ji je rekel Pij Rožica (Pirošca), preden so jo ugrabili. Domačini so kmalu izvedeli za incident in so Turke prestregli pri Stojdragi, kjer naj bi izvoljenec Rožice zaklical Stoj draga! Po spopadu s Turki so jih domačini premagali in uspešno rešili Rožico.

## Raba tal
- živinoreja
- poljedelstvo
- sadjarstvo
- vinogradništvo

## Relief
relief je raven imamo pa tudi nekaj hribov.

## Prebivalstvo
Etnična sestava 1991:
- Slovenci: 118 (76,6 %)
- Srbi: 2 (1,3 %)
- Neznano: 33 (21,4 %)
- Regionalno opredeljeni: 1